# 不澄河
不澄河，位于中华人民共和国河北省承德市围场满族蒙古族自治县东南部，是伊逊河左岸支流。发源于银窝沟乡麻家营村东南的山东营，蜿蜒向北流经麻家营村、西沟门村，于大碾子村以西转西北流，于银镇村东北转西南流，经银杖子村、石匣村、腰站镇永合栈村、腰站村、碑亭子村等地，最后于边墙山村西南汇入伊逊河。河长46千米，流域面积586平方千米，年均径流量0.15亿立方米。